# Вера (фонд)
Фонд помощи хосписам «Вера» — российская благотворительная организация, основанный Анной (Нютой) Федермессер в 2006 году и названный в честь её матери Веры Миллионщиковой. Как утверждает сама Федермессер, это первый и единственный в России фонд, занимающийся помощью хосписам и их пациентам, а также единственный в стране эндаумент в области здравоохранения. Девиз фонда «Вера»: «Если человека нельзя вылечить, это не значит, что ему нельзя помочь».

## История
Фонд помощи хосписам «Вера» появился в 2006 году, когда тяжело заболела Вера Миллионщикова, основатель и главный врач Первого московского хосписа. Главной целью создания фонда была помощь Первому московскому хоспису, но со временем стал помогать другим хосписам в различных регионах России.
Попечительский совет фонда возглавили Ингеборга Дапкунайте и Татьяна Друбич. Среди членов попечительского совета фонда — танцовщик Андрис Лиепа, писательница Людмила Улицкая, другие артисты, писатели и музыканты. По словам Анны Федермессер: «попечители — это гарантия честности и порядочности организации. И в этом плане у попечителей ответственности больше, чем у рядовых сотрудников, потому что им нужно вникать в дела стратегически, глубже, в финансовую часть, в планирование, во всё, чтобы понимать, что ты своё имя, если даёшь, то ты и себя должен защитить и организацию продвигать этим».
…Я уже несколько лет не слышу от доноров вопроса: зачем помогать умирающим?
 Люди приходят с пониманием, что если человека нельзя вылечить, это не значит, что ему нельзя помочь. Мне кажется, это главное достижение фонда. Эта формула уже в мозгах, в душах — она работает.
В фонде есть программа помощи регионам, детская программа, работает выездная служба. По данным на 2014 год, среди подопечных фонда 170 московских детей и 151 ребёнок в регионах. Фонд помогает 32 хосписам по всей стране, помощь получают более 320 семей с тяжело больными детьми, в работе принимают участие более 400 волонтёров. В 2014 году фонд потратил больше 4 миллионов рублей на обучение врачей.
Фонд занимается благотворительными проектами, в том числе аукционной и книгоиздательской деятельностью, проводит детские праздники «Сладкий день для тех, кому несладко», приносящими и радость подопечным, и средства для помощи им. В 2014 году в помощь родственникам больных фондом выпущена книга «Человек умирает. Что делать?».
В 2013 году фонд стал лауреатом Московского фестиваля «Формула жизни». Диплом лауреата был вручён Анне Федермессер 25 ноября мэром Москвы Сергеем Собяниным в Белом зале мэрии.
В 2015 году фонд «Вера» при организационной поддержке Института лингвистики Российского государственного гуманитарного университета и Управления по работе со студентами РГГУ начал проводить международные конференции «Развитие паллиативной и хосписной помощи взрослым и детям» с участием мировых специалистов по паллиативной помощи — Брюса Клеминсона (Великобритания), Дэвида Стейнхорна (США), Линн Халамиш (Израиль), Тамары Кликовач (Сербия), Жан-Франсуа Коллет (Швейцария), Александра Гнездилова, Анны Федермессер, Дианы Невзоровой, Фредерики де Грааф, Лидии Мониава, Анны Сонькиной-Дорман, Василия Штабницкого и других.
Совместно с фондом «Подари жизнь» фонд «Вера» стал инициатором создания в Москве первого детского хосписа «Дом с маяком», открытие которого было намечено на 2016 год, но перенесено на 2018. По замыслу Анны Федермессер, «как и первый московский взрослый хоспис, первый московский детский хоспис должен стать моделью для всей страны».
С 2015 года фонд помощи хосписам «Вера» и фонд «Дом с маяком» ежегодно проводят акцию «Дети вместо цветов». Участникам предлагают купить один общий букет учителю на 1 сентября вместо множества отдельных, а сэкономленные средства перевести в пользу неизлечимо больных детей. 
Собранные средства фонды направляют на покупку аппаратов для дыхания, лекарств, специального питания и других вещей, необходимых подопечным.
В 2017 году фонд принимал участие в разработке паспорта приоритетного проекта «Повышение качества и доступности паллиативной медицинской помощи в РФ».

## Деятельность
На конец 2017 года активы фонда составили 616 млн рублей. Фонд накапливает средства от пожертвований на счетах в управляющих компаниях, а доход тратит непосредственно на финансирование деятельности фонда. За 2017 год помощь хосписам (для взрослых) составила 22,6 млн рублей, «Детскому хоспису» — 44,8 млн рублей.